# Parc d'État de Wekiwa Springs
Le Parc d'État de Wekiwa Springs  (en anglais : Wekiwa Springs State Park) est une réserve naturelle située dans l'État de Floride, au sud-est des États-Unis, dans le comté d’Orange.

### Photographies

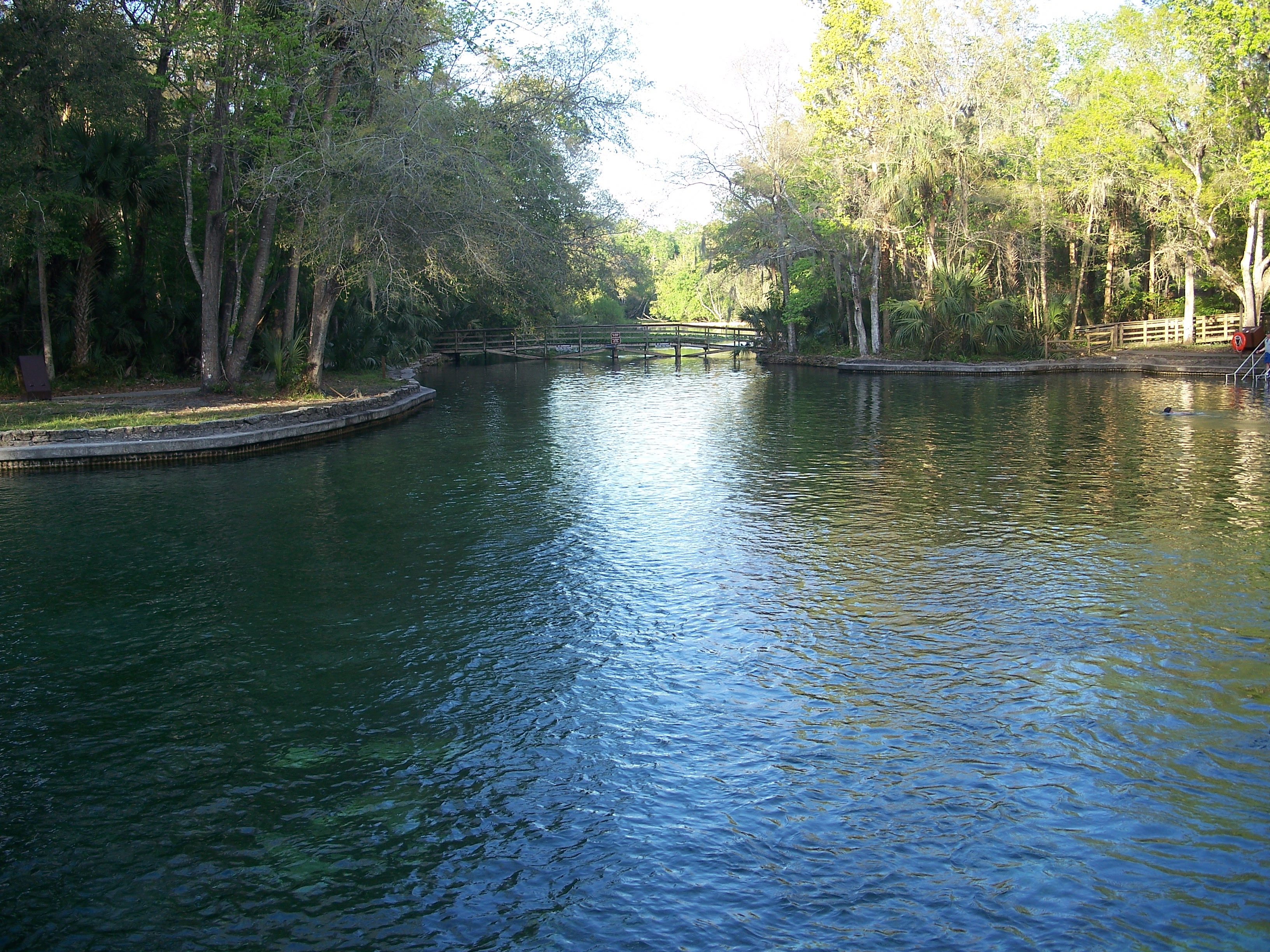
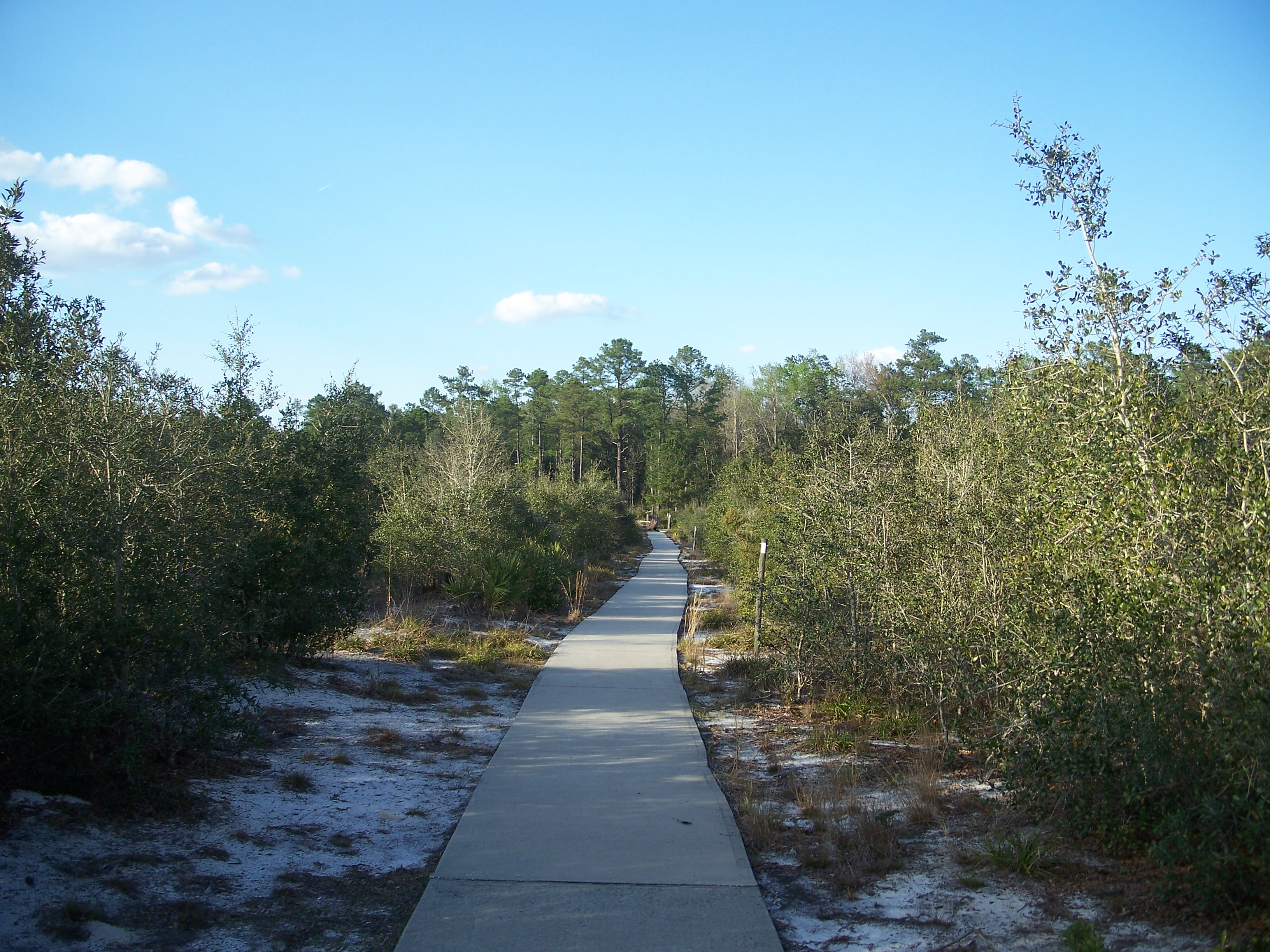
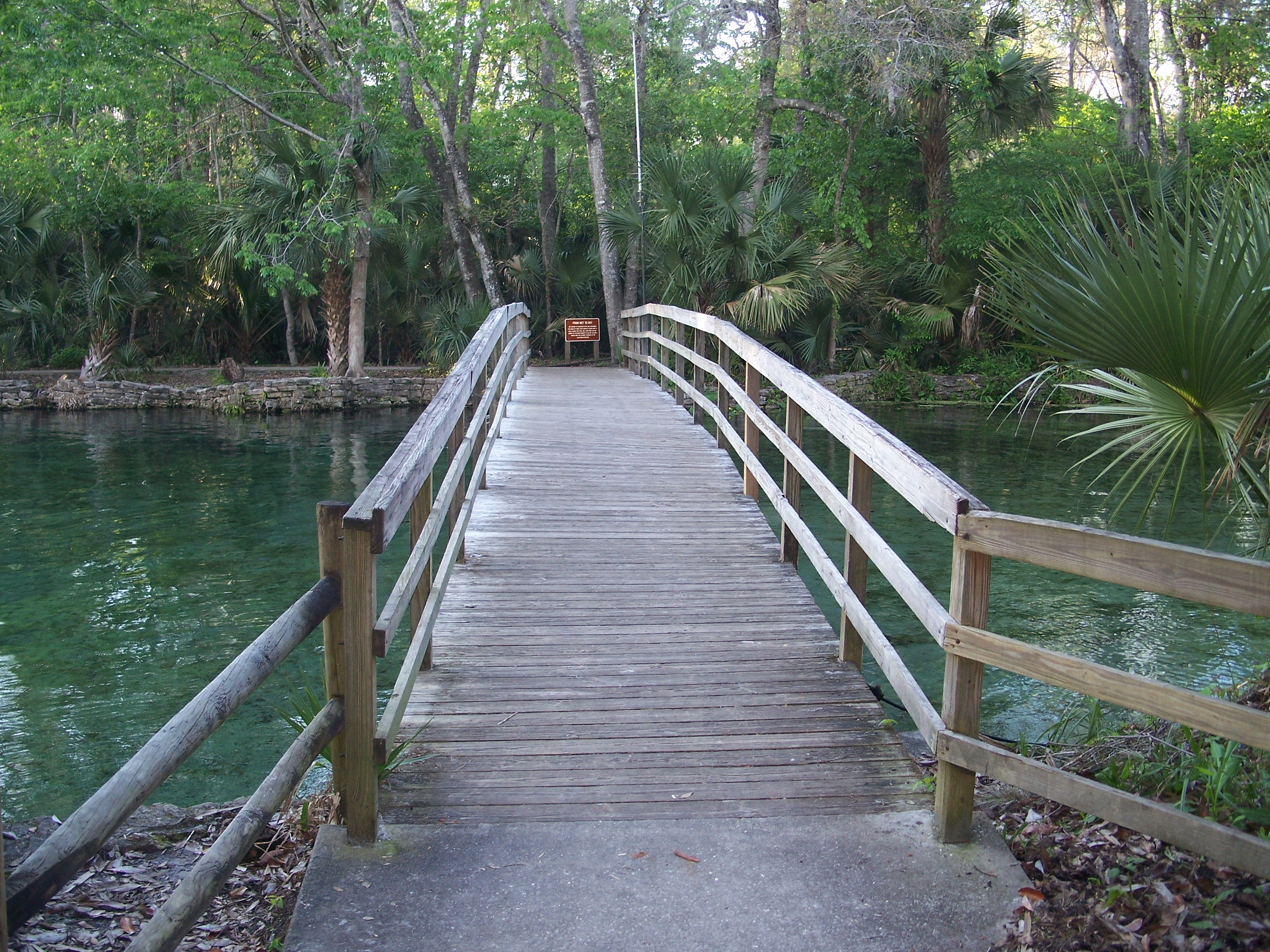